# Det stora århundradet
Det stora århundradet är en romansvit skriven av Jan Guillou.
Serien följer de norska bröderna Lauritz, Oscar och Sverre Lauritzen, och sedermera deras efterkommande, genom 1900-talets Europa.
Serien omfattar tio böcker:
- Brobyggarna, som behandlar åren 1901-1919, och publicerades 2011.[2]
- Dandy, också den under åren 1901-1919, (publicerad 2012)
- Mellan rött och svart, 1918-1939 (2013)
- Att inte vilja se, 1940-1945 (2014)
- Blå stjärnan, 1941-1943 (2015)
- Äkta amerikanska jeans, 1953-1959 (2016)
- 1968, 1968 (2017)
- De som dödar drömmar sover aldrig, första halvan av 1970-talet (2018)
- Den andra dödssynden, 1980-talet (2019)
- Slutet på historien, 1990-talet (2020)